# Zips (Mafia)
Zips (auch Siggies oder Geeps) ist ein Slang-Begriff der amerikanischen Cosa Nostra, im Bezug auf neue Einwanderer der sizilianischen Cosa Nostra aus Italien, aufgrund ihrer zischelnden und rasanten Aussprache ihres Heimatdialekts.

## Etymologie
Die eingewanderten Begründer der amerikanischen Cosa Nostra waren häufig schon Mitgliedern der originären Cosa Nostra verbunden. Da sie häufig ihre typischen Barttracht der damaligen Zeit in Form eines Oberlippenbart (en: Mustache) wie in ihrer ursprünglichen Heimat trugen, wurden sie als Mustache Pete bezeichnet.
Die neuen kriminellen Einwanderer aus Sizilien sprachen ebenfalls in der Regel kein englisch und unterhielten sich untereinander in ihrem heimatlichen sizilianischen Dialekt, den selbst US-amerikanische Mafiosi mit Sprachkenntnissen kaum verstehen konnten, weshalb sie die Neuankömmlinge abfällig als „Zips“ titulierten und damit deren originäre, schnelle und deshalb schwerverständliche Aussprache – welche sie nur als Zischlaute wahrnahmen – lautmalerisch umschrieben.

## Einreise und Eingliederung
Mit zunehmenden Verfolgungsdruck auf die Mafia und die Präsenz der Regierung in Italien kamen zeitweilig viele Mafiosi der sizilianischen Cosa Nostra in die Vereinigten Staaten und wurden von den US-amerikanischen Mobstern bald als „Zips“ bezeichnet.
Die „Zips“ waren für die US-amerikanische Mafia zunächst äußerst effektiv, da sie in den USA Unbekannte waren und noch keine Polizeiakten über sie geführt wurden. Sie verkehrten hauptsächlich mit ihresgleichen und waren großteils ansässig in der Knickerbocker Avenue von Brooklyn in New York City.
Bei der Ausführung ihrer Taten kannten sie keinerlei Skrupel, auch Polizeibeamte, Richter, Frauen oder Kinder zu ermorden, was für die amerikanische Mafia grundsätzlich als Tabu galt.
Ebenso waren sie bekannt dafür, ihre Feinde durch Bombenanschläge zu ermorden, ein typischer Modus Operandi auf Sizilien, den die amerikanische Mafia eher gescheut hat, da das Risiko, Unbeteiligte zu verletzen, sehr hoch sein konnte.
Doch trotz ihrer Rücksichtslosigkeit wurden sie von den amerikanischen Mafiosi toleriert, da sie in der Lage waren, Millionen von Dollars für die „Familien“ – insbesondere die Bonanno-Familie und die Gambino-Familie – zu verdienen.
Carmine Galante, Boss der Bonanno-Familie, hielt sich eine mehrköpfige sizilianische Leibwache und nahm viele „Ehrenmänner“ aus Sizilien in seiner Familie auf. Galante hielt die sizilianischen Einwanderer für zuverlässiger und fähiger als die in den USA geborenen Clanmitglieder. Neben den „Zips“ waren nur noch der Bonanno-Capo Cesare „The Tall Guy“ Bonventre und Baldassare „Baldo“ Amato Galantes persönliche Bodyguards.

## Pizza Connection
Durch die Zusammenarbeit mit Galante und der Unterstützung anderer sizilianischen Mafiosi, wuchsen Einfluss und Macht der Zips in der New Yorker Unterwelt.
Schließlich waren sie in den 1970er und 1980er Jahren in der Lage einen großangelegten Heroin-Schmuggler-Ring zwischen der amerikanischen und der sizilianischen Mafia aufzubauen – die sogenannte Pizza Connection – welche zu einem hochprofitablen Geschäft wurde, bei dem die gut organisierte sizilianische Cosa Nostra jedes Jahr mehrere hundert Millionen Dollar verdiente und auch in den USA immer mehr Einfluss gewann. Dies wurde von den Amerikanern aber teils mit Unbehagen und Furcht betrachtet.
Eine starke Beteiligung an diesem Geschäft hielt auch der Bonanno-Capo Salvatore „Toto“ Catalano und Gaetano Badalamenti, welcher Zeitweise der mächtigste sizilianische Mafioso war.
Der in der Bonanno-Familie verdeckt ermittelnden FBI Special Agent Joseph Pistone alias „Donnie Brasco“, berichtete über das ambivalente Verhältnis der Amerikaner zu den Sizilianern und beschrieb die Eindrücke, die die Sizilianer bei den einfachen „Soldaten“ hinterließen:

„Er sagte ‚Zips‘ seien anfänglich Sizilianer gewesen, die man ins Land geholt habe, damit sie für den New Yorker Bonanno-Boss Carmine ‚Lilo‘ Galante, Heroin verdealen und Mordaufträge ausführen.
Sie wurden oft in Pizzerien untergebracht, wo sie Heroin geliefert bekamen und weiterverteilten, Geld wuschen und auf weitere Aufträge von Galante warteten. … er sagte, die ‚Zips‘ seien eine verschworene und verschlossene Clique. … Sie seien, sagte er, die gewissenlosesten Killer, die es in dem Geschäft gebe.“

## Ermordung Galantes
Carmine Galante wurde am 12. Juli 1979 vor dem Restaurant Joe & Mary's in Bushwick (Brooklyn) ermordet und seine Leibwächter Bonventre und Baldo Amato sollen in das Attentat verwickelt gewesen sein; jedenfalls verschwanden beide zusammen mit den maskierten Schützen vom Tatort.
Bonventre wurde einige Wochen später verhaftet, aber wieder freigelassen. Es kamen bald Gerüchte auf, die „Kommission“ – als oberste Institution der US-amerikanischen Mafia – habe den Mord an Galante bewilligt, da er seine Gewinne aus den Drogengeschäften nicht teilen wollte.
Andere Stimmen sehen seine Ermordung als Verhinderung des Machtausbaus von Galante, der möglicherweise mit seinen „Zips“ und den riesigen Gewinnen ein Capo di tutti i capi werden wollte, um alle anderen Familien als Oberhaupt zu beherrschen.

## Filme und Dokumentationen
- 2014: Im Netz der Mafia – Die Geheimakten des FBI; britische 13-teilige Dokumentationsserie (Folge 7: Der Drogenbaron: Carmine Galante); beschreibt u. a. das Verhältnis von Galante und den Zips, sowie seinen Mord und die angebliche Beteiligung von Cesare Bonventre und Baldassare Amato